# Frentzel (Patrizierfamilie)

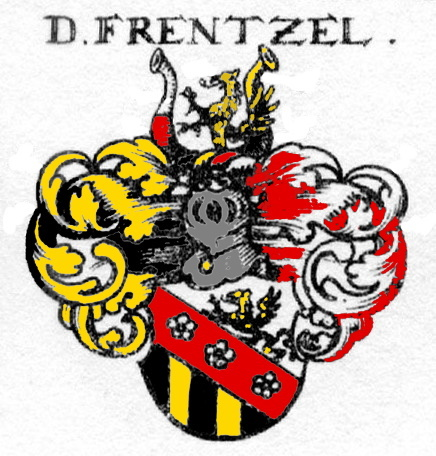
Das Wappen der Familie Frentzel, abgebildet in J. Siebmacher’s großes und allgemeines Wappenbuch (eingefärbt)

Frentzel, auch Frenzel, war der Name einer Kaufmannsfamilie aus St. Annaberg in Niederösterreich. In Regensburg, wohin sie Ende des 17. Jahrhunderts einwanderte, zählte sie zum Patriziat. Von den einzelnen Familienmitgliedern gibt es mehrere zeitgenössische Abbildungen.

## Geschichte
Überliefert sind zunächst die Regensburger inneren Räte Mathäus († März 1700) und Bartholomäus (1605–1670), Söhne des aus St. Annaberg nach Regensburg eingewanderten Handelsmanns Johann Frentzel, der in Regensburg Salzbeamter wurde. Johann Frentzel hatte am 10. Februar 1601 in Regensburg Katharina (geb. Kandler; * 8. September 1575), Tochter eines Johann Kandler, „Schulhalter“ in Regensburg geheiratet. Der Ehe entstammten sechs Kinder.

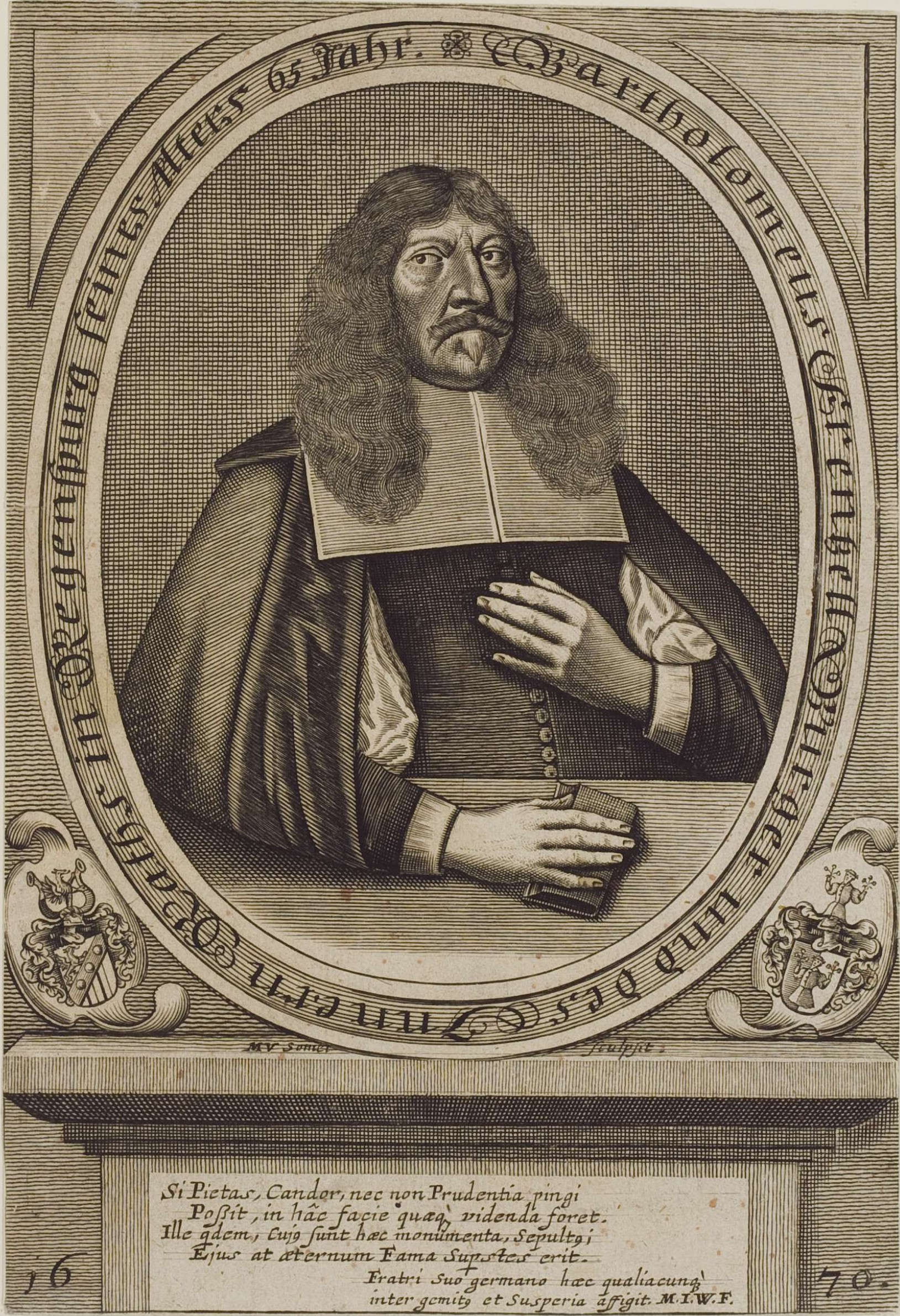
Mathias von Sommer: Bartholomäus Frentzel (17. Jahrhundert). Standort: Herzog August Bibliothek.

Bartholomäus heiratete im Jahr 1649 Christoph Simmerls Tochter Christina und wurde wie sein Vater Salzbeamter, aus finanziellen Gründen hauptsächlich aber wohl eher ein Handelsmann. Sein Sohn Mathäus war zunächst Hansgerichts-, dann Stadtgerichts- und später Ungeldamts-Assessor. 1683 wurde er anstelle des Johann Jakob Kerscher in den inneren Rat gewählt, nachdem er ein Jahr zuvor in zweiter Ehe des inneren geheimen Rats Gottlieb Wilds Tochter Maria Catharina geheiratet hatte. Einige Jahre vor seinem Tod wurde er noch Feldherr. Zuletzt bewohnte er die Wittwanger Wacht.
Der jüngste Sohn Johann Frentzels war der evangelische Prediger Johann Wolfgang Frentzel (* 27. oder 28. September 1615 in Regensburg; † 19. November 1678 ebd.), von dem zu Lebzeiten mindestens zwei professionelle Abbildungen gemacht wurden. Er war lutherischer Theologe und seit 1643 Pastor in Regensburg.

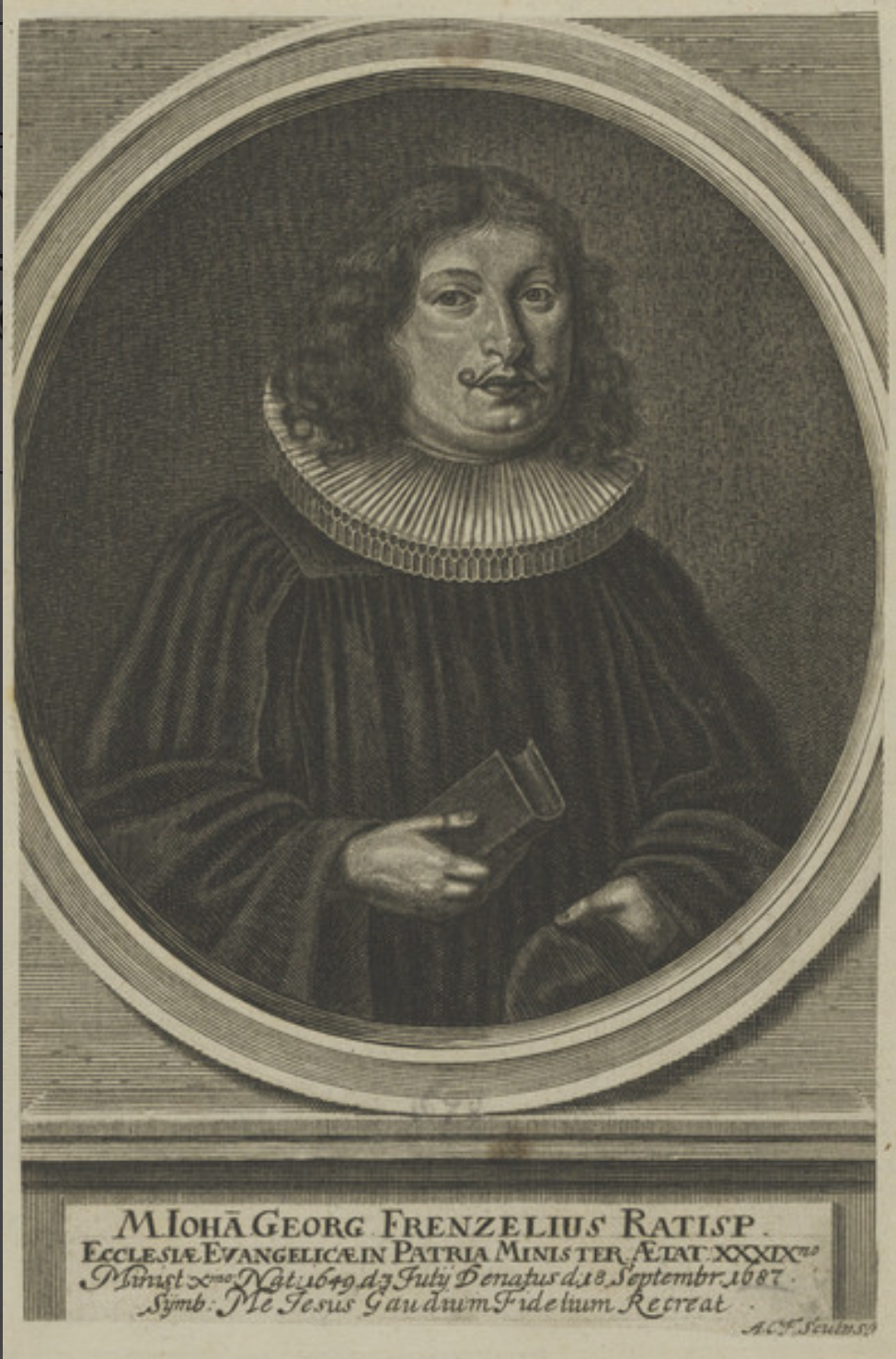
Kupferstich durch August Christian Fleischmann (1687–1736): Johann Georg Frentzel (17. Jahrhundert). Standort: Herzog August Bibliothek

Johann Wolfgangs Sohn Johann Georg Frentzel (* 3. Juli 1649 in Regensburg; † 18. September 1687 ebd.) ging ab 3. Juli 1656 in Regensburg aufs Gymnasium, studierte ab 1670 in Jena und erwarb den Magistergrad, bevor er auch in Wittenberg studierte. 1673 begab er sich wieder nach Regensburg und übte sich im Predigen. Er wurde 1678 von seinem Vater zum evangelischen Pastor in Regensburg ordiniert. Kurz darauf erbte er die umfangreiche überwiegend theologische Büchersammlung seines Vaters, während er seine Schwester und einen weiteren Angehörigen mit jeweils 200 Gulden („fl.“) ausbezahlte. Am 23. Dezember 1678 predigte er erstmals vor dem St.-Katharinen-Bürgerhospital. Am 18. September 1679 heiratete er Anna Lucia, Tochter des Johann Friedrich Wahlbrunn, Pflegers der freiherrlich prösing’schen Herrschaft Hayndorf in Niederösterreich. Johann Georg Frentzel hinterließ 4 Söhne und 2 Töchter, wovon zum Zeitpunkt seiner Leichenpredigt nur noch ein Sohn und eine Tochter am Leben waren. Im Jahr 1698 kaufte das Evangelische Ministerium die frentzel’sche Büchersammlung und begründete auf deren Grundlage eine Bibliothek, die weitere sieben Jahre später (1705) durch das Vermächtnis des Johann Michael Haaß (1500 Bücher vergleichbarer Richtung) erweitert und schließlich von der Staatlichen Bibliothek Regensburg übernommen wurde.

## Wappen

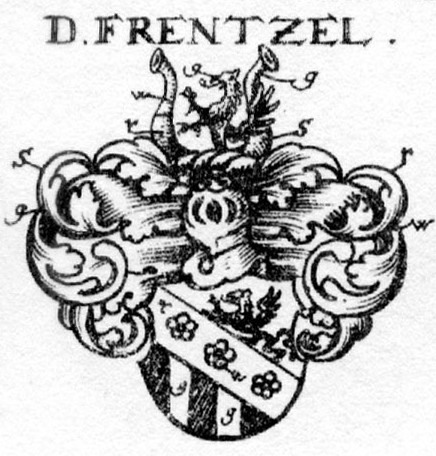
Das Wappen der Familie Frentzel, abgebildet in J. Siebmacher’s großes und allgemeines Wappenbuch

Das Wappen der Familie ist unter den „Regenspŭrgische[n] Erbare[n] Geschlechter[n]“ in J. Siebmacher’s großes und allgemeines Wappenbuch (Paul Fürst: Band 2 und 5; Johann David Köhler: Band 6) mit Buchstaben zur Kennzeichnung der Farben abgebildet. Es ist auch neben der Darstellung Bartholomäus Frentzels (links unten) abgebildet.